# アイエヌジー
株式会社アイエヌジーは、炭焼きハンバーグ&ステーキ「寛屋」を経営する外食産業企業。

## 沿革
- 1989年
  - 4月20日 - 有限会社アイエヌジーを設立
  - 8月 -         「FC店平家の郷紀三井寺店」オープン
- 1993年4月 -「FC店平家の郷北島店」オープン
- 1996年2月 - 「FC店平家の郷堺百舌鳥店」オープン
- 2002年6月 - FC店平家の郷を脱退し、寛屋「紀三井寺本店」オープン
- 2003年4月 - 寛屋「堺百舌鳥店」オープン
- 2008年6月 - 寛屋「岩出店」オープン
- 2009年2月 - 寛屋「富田林店」オープン
- 2009年6月 - 寛屋「藍住店」オープン

## 店舗ブランド

### 寛屋
寛屋（かんや）は、ハンバーグ・ステーキ専門店。宮崎牛を100%使用した炭焼き俵ハンバーグが主力商品であり、鉄板の上で自分の好みに合わせて肉を焼くことができる。付け合わせの野菜も選び抜かれた新鮮なものを使用しているなど、食材提供は徹底されている。
事業展開として、09年2月に大阪府富田林市に直営4号店をOPENさせ、09年春頃には初FC店として、四国初上陸の徳島市にFC1号店をOPENさせる。

## 店舗
- 和歌山県和歌山市 - 紀三井寺本店・岩出店
- 大阪府堺市 - 堺百舌鳥店・富田林店
- 徳島県徳島市 - 藍住店